# Mahathala hainani
Mahathala hainani är en fjärilsart som beskrevs av George Thomas Bethune-Baker 1903. Mahathala hainani ingår i släktet Mahathala och familjen juvelvingar. Inga underarter finns listade i Catalogue of Life.